# Dovhe, Sarnî
Dovhe (în ucraineană Довге) este un sat în comuna Tutovîci din raionul Sarnî, regiunea Rivne, Ucraina.

## Demografie
Componența lingvistică a localității Dovhe
     Ucraineană (99,6%)
     Alte limbi (0,4%)
Conform recensământului din 2001, majoritatea populației localității Dovhe era vorbitoare de ucraineană (99,6%), existând în minoritate și vorbitori de alte limbi.